# Collection complète des chroniques russes
La Collection complète des chroniques russes (en russe : Полное собрание русских летописей, Polnoe Sobranie Rousskikh Letopisey, abr. PSRL) est une série de volumes collectant et classant tous les manuscrits médiévaux des chroniques russes de la Rus' de Kiev et des autres États slaves, publiée et modifiée à plusieurs reprises dans la Russie impériale, l'Union soviétique et la Russie.

## Liste des volumes publiés
- Volume 1. 
  - I, II, Chronique laurentienne et Chronique de la Trinité, Saint-Pétersbourg, 1846, 392 pages
  - 2e éd. Chroniques du manuscrit laurentien, Saint-Pétersbourg, 1872, 592 pages (comprenant la Chronique de Souzdal ou Chronique de l'Académie de Moscou)
  - 3e éd. Chroniques du manuscrit laurentien, 1897, 534 p.
  - Vol.1. Chronique Laurentienne, 2e éd, Ed. Kara 
    - 1. Conte d'antan, Léningrad., 1926. pdf
    - 2. Chronique de Souzdal du manuscrit laurentien, Léningrad, 1927
    - 3. Supplément: Suite du manuscrit de Souzdal d'après la Chronique de l'Académie, Léningrad, 1928

  - (Réimpression par phototype de 1-3, Moscou, 1962).
  - Vol.1. Chronique Laurentienne, Moscou, ЯРК, 1997. 496 pages  (ISBN 5-7859-0026-2) réimpression: Moscou, 2001.
  - Chronique Laurentienne (série "Chroniques de Russie", vol.12). Riazan, Alexandrie, 2001, 586 p.
- Volume 2. 
  - III Chronique d'Ipatiev, Saint-Pétersbourg, 1843, 392 pages (comprend également la Chronique de Goustynia) (sur Googlebooks)
  - 2e éd. Chroniques du manuscrit d'Ipatiev, 1871, 706 p.
  - Vol. 2, Chronique d'Ipatiev, 2e éd. Éd. Chakhmatov, Saint-Pétersbourg, 1908, Moscou, 1962.
  - V.2, Chronique d'Ipatiev, 3e éd, Numéro 1, éd. Chakhmatov, Pétrograd, 1923.
  - V.2, Chronique d'Ipatiev / Avec une introduction de BM Kloss, ЯРК, Moscou, 1998, 648 p.  (ISBN 5-7859-0057-2), réimpression: Moscou, 2001.
  - Chronique d'Ipatiev (Série "Chroniques de Russie", T.11). Riazan, Alexandrie, 2001, 674 p.
- Volume 3. 
  - Vol.3, IV Chronique de Novgorod, Saint-Pétersbourg, 1841, 320 pages (comprend la Première Chronique de Novgorod, la Deuxième Chronique de Novgorod et la Troisième Chronique de Novgorod
  - Vol.3. Première Chronique de Novgorod (version ancienne et moderne), Moscou, ЯРК, 2000. 720 pages  (ISBN 5-7859-0126-9)
  - Première Chronique de Novgorod (version ancienne et moderne),  (Série "Chroniques de Russie", vol. 10), Riazan, Alexandrie, 2001, 656 pages
- Volume 4. 
  - Volume 4. Quatrième chronique de Novgorod et Première chronique de Pskov, Saint-Pétersbourg, 1848, 372 pages (sur Googlebooks)
  - Volume 4. Partie 1.  Quatrième chronique de Novgorod, no 1, Pétrograd, 1915, 332 p.
  - Volume 4. Partie 1.  Quatrième chronique de Novgorod no 2, Léningrad, 1925.
  - Volume 4. Partie 1.  Quatrième chronique de Novgorod no 3, Léningrad, 1929.
  - Volume 4. Partie 1.  Quatrième chronique de Novgorod, Moscou, ЯРК, 2000, 728 p  (ISBN 5-88766-063-5)
  - Volume 4. Partie 2.  Cinquième chronique de Novgorod no 1, Pétrograd, 1917, 272 pages (no 2 à paraître).
  - Les Chroniques de Novgorod, 2 volumes, Riazan, Alexandrie, 2002. Livre 1, 308 pages. Livre 2, 292 pages
- Volume 5. 
  - V.5. Deuxième chronique de Pskov et Première Chronique de Sainte-Sophie, Saint-Pétersbourg, 1851, 286 pages
  - V.5, no 1, Première Chronique de Sainte-Sophie, 2e éd., Léningrad, 1925. (no 2 à paraître)
  - V.5, no 1, Chroniques de Pskov, Moscou, ЯCК. 2003, 256 pages  (ISBN 5-7859-0198-6)
  - V.5, no 2, Chroniques de Pskov, Moscou, ЯРК, 2000, 368 pages  (ISBN 5-7859-0135-8)
- Vol.6, Chroniques de Sainte-Sophie (Suite de la Première Chronique de Sainte-Sophie et Deuxième Chronique de Sainte-Sophie), Saint-Pétersbourg, 1853, 364 p. (sur Googlebooks)
  - Vol.6, no 1, Première Chronique de Sainte-Sophie, version ancienne / éd. par SN Kistereva et LA Timochine, avant-propos de BM Kloss, Moscou, ЯРК, 2000, 320 pages  (ISBN 5-7859-0122-6)
  - Vol.6, no 2,  Chronique de Sainte-Sophie / éd par SN Kistereva et LA Timochine, avant-propos de BM Kloss, Moscou, ЯРК, 2001, 240 pages  (ISBN 5-7859-0136-6)
- Volume 7. 
  - Vol.7, VII, Chroniques du manuscrit de la Résurrection, éd. de YI Berednikov et AF Bitchkov éd. Norov, Saint-Pétersbourg, 1856, 358 p. (sur Googlebooks)
  - Chronique de la Résurrection, tome 1 (série "Chroniques de Russie, tome 2). Riazan,  1998, 645 p.
  - Vol.7. Chronique du manuscrit de la Résurrection, Moscou, ЯРК, 2001, 360 pages  (ISBN 5-7859-0137-4)
- Volume 8. 
  - VII, Suite de la Chronique du manuscrit de la Résurrection, éd. Bychkov, Saint-Pétersbourg, 1859, 312 pages (sur Googlebooks)
  - Chronique de la Résurrection, tome 2. (Série "Chroniques de Russie», vol.3), Riazan, 1998, 624 pages
  - V.8, Chronique du manuscrit de la Résurrection,  Moscou, ЯРК, 2001, 312 pages  (ISBN 5-7859-0138-2)
- Index des huit premiers volumes. 
  - Section 1. Index des personnes. Saint-Pétersbourg, 1898.
  - Section 2. Index géographique. Saint-Pétersbourg, 1907.
- Volume 9. 
  - T.9,  VIII, Recueil de la Chronique dite du Patriarche ou Chronique de Nikon, Saint-Pétersbourg, 1862, 282 p.
  - Réimpression: Moscou, 1965.
  - T.9, Moscou, ЯРК, 2000, 288 pages  (ISBN 5-7859-0121-8)
- Volume 10. 
  - Vol. 10, VIII, Recueil de la Chronique dite du Patriarche ou Chronique de Nikon, Saint-Pétersbourg, 1885, 250 pages
  - Réimpression: Moscou, 1965.
  - Vol. 10, Moscou, ЯРК, 2000, 248 pages  (ISBN 5-7859-0130-7)
- Volume 11. 
  - T.11. VIII, Recueil de la Chronique dite du Patriarche ou Chronique de Nikon, éd. Platonov, Saint-Pétersbourg, 1897, 262 p.
  - Réimpression, Moscou, 2000, 264 pages  (ISBN 5-7859-0131-5)
- Volume 12. 
  - Vol.12, VIII, Recueil de la Chronique dite du Patriarche ou Chronique de Nikon, éd. Platonov avec la participation de SA Adrianov, Saint-Pétersbourg, 1901, 272 pages
  - Vol.12, réimpression, Moscou, 2000, 272 pages  (ISBN 5-7859-0132-3)
- Volume 13. 
  - T.13, vol 1 / 2,  VIII, Recueil de la Chronique dite du Patriarche ou Chronique de Nikon, Saint-Pétersbourg, 1904, 310 p.
  - T.13, vol 2 / 2, VIII, Recueil de la Chronique dite du Patriarche ou Chronique de Nikon, Complément, Moscou, 1906, 240 p, Moscou, 1965.
  - T.13, Moscou, ЯРК, 2000, 544 pages  (ISBN 5-7859-0133-1)
- Volume 14. 
  - T.14, vol 1 / 2, I, Récit sur la vie intègre du tsar et grand-prince Fédor Ivanovitch de toute la Russie, nouveau chroniqueur, II, Saint-Pétersbourg, 1910, 158 p.
  - T.14, 2 / 2, Index de la Chronique de Nikon (vol. IX-XIV.), Pétrograd, 1918, 292 pages
  - T.14,  Chronique de Nikon. Avec une annexe des extraits de la monographie de BM Kloss Synopsis de la Chronique de Nikon et chroniques russes: XVIe – XVIIe siècles, Moscou, ЯРК, 2000, 600 pages  (ISBN 5-7859-0134-X)
- Volume 15. 
  - V.15, Recueil de la Chronique dite de Tver, Saint-Pétersbourg, 1863, 504 p. (sur Googlebooks)
  - T.15.1, Le Chroniqueur de Rogoj, Pétrograd, 1922.
  - T 15 et 15.1, réimpression collective, Moscou, 1965.
  - Le Chroniqueur de Rogoj, Chronique de Tver, (Série "Chroniques de Russie», vol.6). Riazan, 2000,  608 pages
  - V.15, Le Chroniqueur de Rogoj, Chronique de Tver, Moscou, ЯРК, 2000, 432 pages  (ISBN 5-7859-0126-9)
- Volume 16. 
  - T.16, Recueil de la Chronique dite d'Abraham,  Saint-Pétersbourg, 1889. 398 STB.
  - T.16, Recueil de la Chronique dite d'Abraham, Moscou, ЯРК, 2000, 252 p.  (ISBN 5-7859-0119-6)
- Volume 17. 
  - T.17, Chroniques de la Russie occidentale, Saint-Pétersbourg, 1907, 678 p.  (Reproduit dans les volumes 32 et 35)
  - Moscou, ЯРК, 2008, 384 pages  (ISBN 5-9551-0171-3)
- Volume 18. 
  - T.18, Chronique de Siméon. Saint-Pétersbourg, 1913. 321 p.
  - Chronique de Siméon (Série "Chroniques de Russie, tome 1), Riazan, 1997, 638 p.
  - T.18, Chronique Siméon,  Moscou,  2007, 328 pages  (ISBN 5-9551-0064-4)
- Volume 19. 
  - T.19,  Légende du royaume de Kazan, 546 p.
  - T.19,  Histoire du royaume de Kazan, Moscou, ЯРК, 2000, 368 pages  (ISBN 5-7859-0128-5)
  - Volume 20.
  - T.20, 1 / 2, Chronique de Lvov, 1re partie, Saint-Pétersbourg, 1910, 422 p.
  - T.20. 2 / 2, Chronique de Lvov, 2e partie, Saint-Pétersbourg, 1914, 270 p.
  - Chronique de Lvov (Série "Chroniques de Russie, tome 4, 5), Riazan, 1999, V.1. Volume 720, p. 2. 648 p.
  - T.20, Chronique de Lvov, Moscou, 2004, 704 pages  (ISBN 5-94457-046-6)
- Volume 21. 
  - T.21Le Livre des degrés de la généalogie impériale, Saint-Pétersbourg, 1908-1910. 
    - Partie 1.
    - Partie 2, Saint-Pétersbourg, 1913.

  - V.1. Le Livre des degrés de la généalogie impériale d'après les anciens manuscrits. Moscou, ЯCК, 2007, 598 p.  (ISBN 5-9551-0169-1)
  - V.2, Moscou, ЯCК, 2008, 568 pages  (ISBN 978-5-9551-0274-0)
- Volume 22.
- T.22. Le Chronographe russe
  - no 1, Le Chronographe russe: version de 1512, éd. Rozanov, Saint-Pétersbourg, 1911, 580 pages
  - no 2, Le Chronographe russe: version de la Russie occidentale, Saint-Pétersbourg, 1914, 302 pages
  - Le Chronographe russe, Moscou, ЯCК, 2005, 896 pages (5-9551-0029-6)
- Volume 23. 
  - T.23, Chronique d'Ermoline, Saint-Pétersbourg, 1910, 252 p.
  - Chronique d'Ermoline (Série "Chroniques de Russie, tome 7), Riazan,  2000, 560 pages
  - T.23, Chronique d'Ermoline, Moscou, ЯCК, 2004, 256 pages  (ISBN 5-7859-0150-1)
- Volume 24. 
  - T.24. Chronique d'après le manuscrit du Typographe, Pétrograd, 1921, 272 p..
  - Chronique du Typographe (série "Chroniques de Russie", T.9). Riazan, . 2000. 576 pages
  - T.24, Chronique du Typographe, Moscou, ЯРК, 2000, 288 pages  (ISBN 5-7859-0120-X)
- Volume 25. 
  - V.25, Chronique de Moscou du XVe siècle, éd. Tikhomirov, Leningrad, 1949, 464 pages
  - Chronique de Moscou du XVe siècle (série "Chroniques de Russie", v.8), Riazan, 2000, 656 pages
  - Chronique de Moscou du XVe siècle, Moscou, ЯCК. 2004, 488 p.  (ISBN 5-7859-0187-0)
- Volume 26. 
  - V.26, Chronique de Vologda et de Perm, Leningrad, 1959, 413 p.
  - Moscou, Edition des témoignages écrits de l'ancienne Russie, 2006, 432 pages  (ISBN 5-9551-0063-6)
- Volume 27. 
  - T.27. Chronique de Nikanorov. Chronique abrégée du XVe siècle, Moscou-Leningrad, 1962, 418 p. (comprend les codes de 1493 et 1495)
  - Moscou, ЯCК, 2007, 424 pages  (ISBN 5-9551-0071-7)
- Volume 28. 
  - T.28, Chronique de 1497,  Chronique de 1518, Leningrad, Sci Acad. 1963.
- Volume 29. 
  - T.29. Le Chroniqueur du début du règne du Tsar et Grand-Prince Ivan Vassiliévitch, Chronique d'Alexander Nevski, Chronique de Lebedev. Moscou, Naouka, 1965, 390 pages
- Volume 30. 
  - Volume 30, Le Chroniqueur de Vladimir,  Deuxième chronique de Novgorod (archive), Moscou, Naouka, 1965, 240 pages
- Volume 31. 
  - T.31, Chroniqueurs du dernier quart du XVIIe siècle, Moscou, Naouka, 1968, 263p (contient le Chroniqueur Mazurinski. Le Chroniqueur des années 1619-1691, le récit de chronique de Pierre Zolotarev)
- Volume 32. 
  - V.32, Chroniques de Lituanie de Jmoït et de Bykhov, Moscou, Naouka, 1968.
- Volume 33. 
  - T.33, Chronique Kholmogory, Le Chroniqueur de Dvin, Leningrad, Naouka, 1977, 250 pages
- Volume 34. 
  - V.34, Chroniqueurs de Postnikov, de Piskariov, de Moscou et de Bel, Moscou, Naouka, 1978. 304 pages
- Volume 35. 
  - V.35, Chroniques biélorusses et lituaniennes', éd. établie et introduite par N. N. Ulachtchik, Moscou, Naouka,  1980, 306 p.
- Volume 36. 
  - T.36. Chroniques de Sibérie, partie 1: Groupement de Iésipov / Avant-propos de N. Pokrovski, EK Romodanovskaya, Moscou, Naouka, 1987, 381 p.
  - Chroniques de Sibérie. Chronique Brève de Sibérie (de Koungour), Riazan, Alexandrie, 2008, 688 p.
- Volume 37. 
  - T.37, Chroniques d'Oustioug et de Vologda des XVI-XVIIIe., Ed de NA Kazakova, KN Serbina, Leningrad, Naouka, 1982. 228 pages
- Volume 38. 
  - T.38, Chronique de Radzivilov / Ed établie par Priselkov. Leningrad, Naouka, 1989, 177 p.

39. 
- Volume 39, Première Chronique de Sainte Sophie, version de IN Tsarskov, Ed. V.I. Bouganov, BM Kloss, Moscou, Naouka, 1994, 204 pages
- Volume 40. 
  - T.40. Chronique de Goustynia / Ed établie par I.V. Ankhimiouka, SV Zavadskaia, Moscou, ГИПП, Art de la Russie, 2003, 199 pages  (ISBN 5-86007-200-7)
- Volume 41. 
  - V.41. Le Chroniqueur de Pereslavl et de Souzdal (Chroniqueur des tsars de Russie). / Avant-propos de BM Kloss,  Moscou, Centre Archéo., 1995, 164 pages
- Volume 42. 
  - T.42,  Chronique de Novgorod de Karamzine, Saint-Pétersbourg, Dmitri Boulanine. 2002. 221 p, 800 exemplaires.  (ISBN 5-86007-217-1)
- Volume 43. 
  - T.43. Chronique de Novgorod d'après le manuscrit de PP Doubrovski. / Ed établie par OL Novikova, Moscou, ЯCК, 2004, 367 pages  (ISBN 5-94457-046-6)